# Протесты против поправок в закон о гражданстве (Индия)
Протесты против поправок в закон о гражданстве — начавшиеся в декабре 2019 года в различных городах Индии протесты против принятого в декабре 2019 года закона, предоставляющего незаконным иммигрантам, бежавшим в Индию от религиозных преследований, право на получение индийского гражданства. Однако этот закон не предоставил такого права иммигрантам-мусульманам, что вызвало протесты мусульманской общины Индии. В свою очередь, это привело к столкновениям между мусульманами и индуистами, повлёкшим человеческие жертвы.

## Ход событий

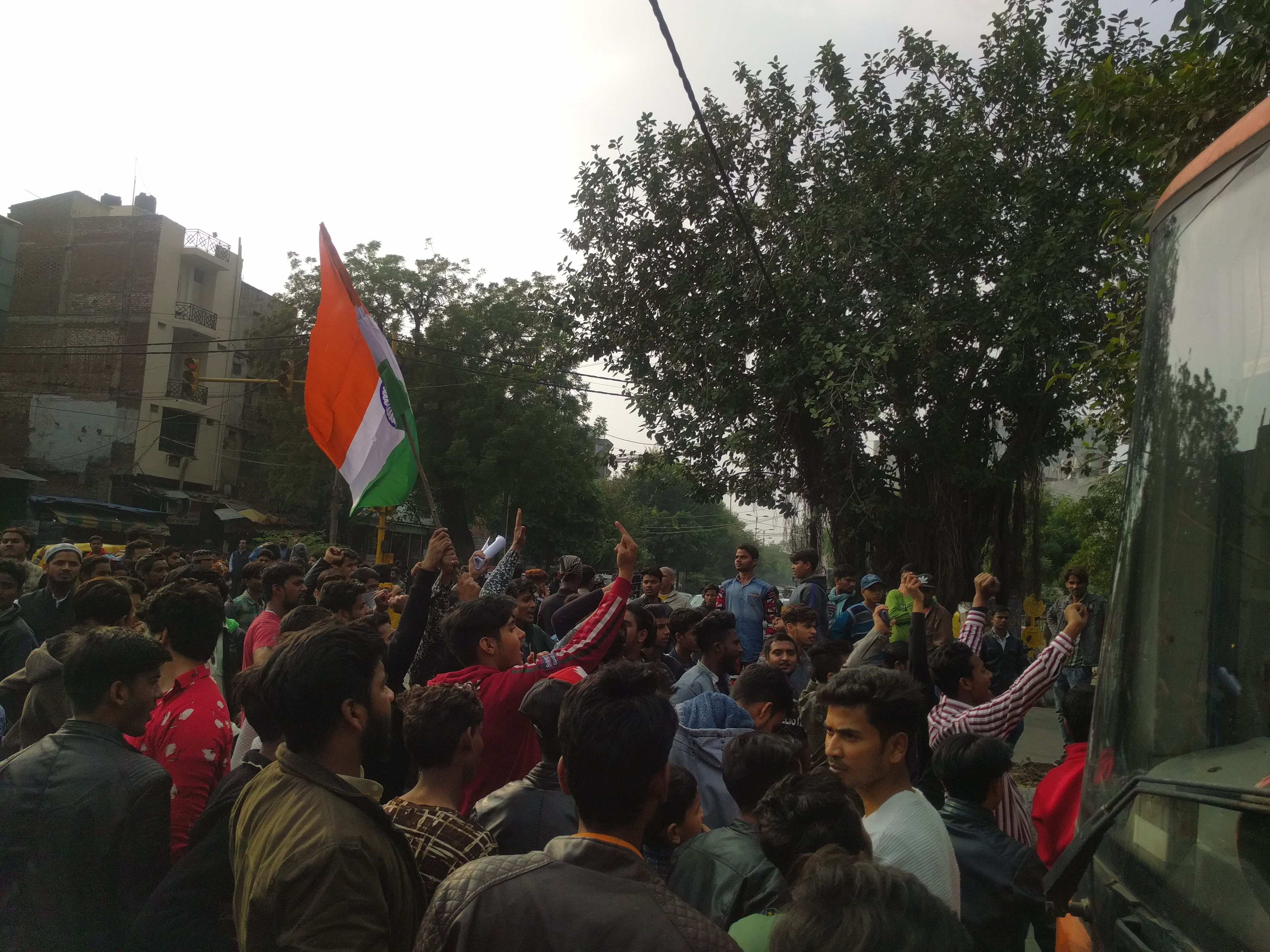
Протестующие блокируют уличное движение в Нью-Дели 15 декабря 2019 года

Принятый в начале декабря 2019 года закон позволяет немусульманам из Бангладеш, Пакистана и Афганистана, которые законно приехали в Индию, получить её гражданство. Он был инициирован правящей в Индии националистической индуистской Бхаратия джаната парти (БДП), чтобы защитить людей, бежавших от религиозных преследований. Но критики закона считают, что это часть правительственной политики по маргинализации мусульманской общины, и что этот закон противоречит принципам светского государства, закреплённым в конституции Индии. Представители ООН по правам человека также выразили опасение того, что этот закон является дискриминационным. Также жители штата Ассам в связи с принятием этого закона опасаются наплыва нелегальных мигрантов-немусульман из соседнего Бангладеш. 
Массовые демонстрации против этого закона прошли в декабре 2019 года в крупнейших индийских городах  — Дели, Мумбаи, Хайдарабаде и Калькутте. Демонстранты вступали в столкновения с полицией. В ходе протестов, которые начались в штате Ассам, к 16 декабря погибло 6 человек. Власти пытались бороться с протестами путём отключения интернета.
По данным на 23 января 2020 года, в результате протестов погибло как минимум 27 человек, тысячи были задержаны. 

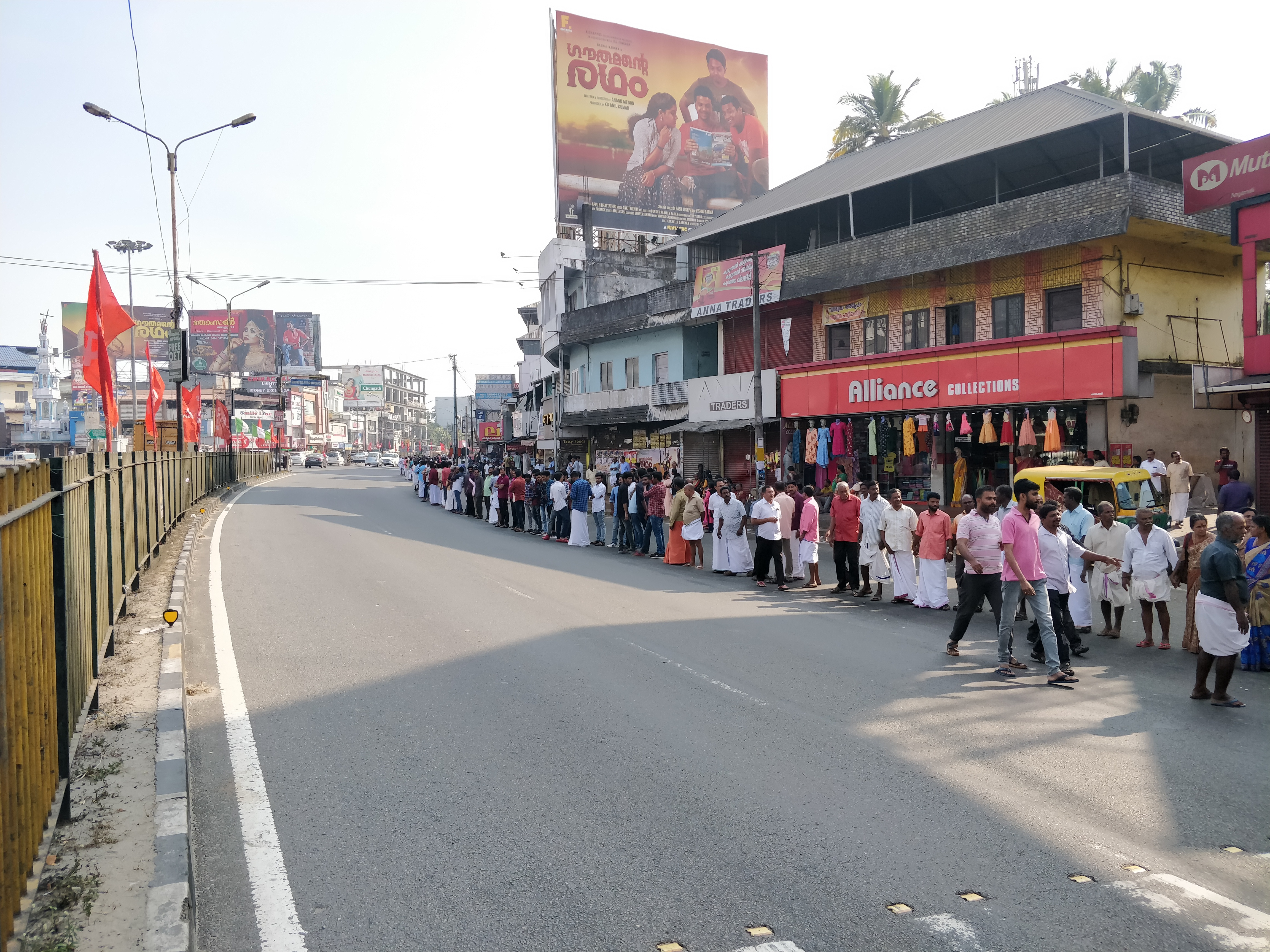
Протестующие встали в живую цепь вдоль улицы в штате Керала, 26 января 2020 года

23 февраля 2020 года в Дели начались погромы районов, где живут мусульмане. По всей вероятности, их причиной стали действия Капила Мишры, одного из лидеров БДП, который выступил на митинге своих сторонников и призвал их собраться в районе Дели, населённом в основном мусульманами, чтобы помешать проходившей там акции протеста против закона. Мишра заявил, что полиция должна в течение трёх дней прекратить протесты мусульман, а если этого не произойдёт, то люди выйдут на улицы.
Погромы продолжались в течение трёх дней. Было опубликовано множество фотографий и видеозаписей, на которых видно, как толпы, в основном состоящие из членов индуистской общины, избивают невооружённых людей, в том числе журналистов, по улицам Дели ходят группы мужчин, вооружённые металлической арматурой, палками и камнями. В столкновениях между мусульманами и индуистами погибли 49 человек, свыше 200 человек получили ранения. Власти направили в районы, охваченные беспорядками, полицию и войска.